# Isoperla pinta
Isoperla pinta is een steenvlieg uit de familie Perlodidae. De wetenschappelijke naam van de soort is voor het eerst geldig gepubliceerd in 1937 door Frison.